# 梦回
《梦回》是由企鹅影视、唐人影视聯合出品的2019年中国大陆古装清朝宫廷网络剧，改编自金子同名小说《梦回大清》。由李国立担任总导演及总监制，王莉芝担任总編劇，李兰迪、王安宇、辛云来、孙安可等主演。於2019年12月14日在腾讯视频首播。

## 播放時間及平台

### 首播
| 頻道       | 所在地   | 播映日期                          | 备注                                                                                                |
| ---------- | -------- | --------------------------------- | --------------------------------------------------------------------------------------------------- |
| 腾讯视频   | 中国大陆 | 2019年12月14日-2020年1月23日/30日 | 腾讯视频VIP会员： 会员抢先看6集 非会员：首周周六晚20点更新2集， 第二周起每周四、五、六晚20点更新2集 |
| lalaTV     | 日本     | 2020年8月4日                      | 星期一至五 21:30-22:30                                                                              |
| 东京电视台 | 日本     | 2021年11月1日                     | 星期一至五 10:55-11:55                                                                              |
| 八大第一台 | 臺灣     | 2025年3月20日                     | 星期一至五 21:00-22:00                                                                              |

## 演员表

### 主要角色
| 演員                  | 角色                               | 介绍 | 原版配音 |
| 李兰迪                | 雅拉尔塔.茗薇 童年：郑瑾瑜         | 秀女→长春宫女官→十三福晋 雅拉尔塔氏，镶黄旗 从二品户部侍郎雅拉尔塔·英禄之嫡女 和表哥元青相恋因而不愿意入宫参加选秀，因长姐茗蕙的怂恿而打算和表哥私奔后失足摔下山崖身亡。剩下一口气的茗薇碰见了穿越而来的徐蔷薇，希望其为了额娘文氏代替自己继续生活下去 后徐蔷薇以茗薇身份参加选秀，进宫寻找十三阿哥 入宫后与郑春华、小鱼感情甚好，成为无话不谈的姐妹 与十三阿哥重逢后并答应要嫁他为妻，但一场流星划过导致的“失忆”和“误会”令她陷入于四、十三、十四阿哥的情感纠葛中 选秀装病后被四阿哥和十四阿哥向德妃引荐为座下女官 康熙帝赐婚于十三阿哥为妻，成为十三福晋 后因十三阿哥被诬陷以魇镇巫蛊之术诅咒太子，为救十三阿哥出面顶罪，被康熙帝下令以毒酒赐死 在几位阿哥和茗蕙的监督下将尸体火化，实际上被四阿哥和七香设计救起，对外宣称雅拉尔塔.茗薇已死，实则被藏在四阿哥府邸里 与十三阿哥重逢后被茗蕙向纳兰贵妃告发诈死一事，后被康熙帝拘于牢房中 后被康熙帝赐于新的身份，从此成为「兆佳.鱼宁」 | 蔡娜     |
| 李兰迪                | 兆佳.鱼宁                          | 十三福晋 户部尚书马尔汉之女 实际身份为雅拉尔塔.茗薇 劫难重生后被康熙帝饶恕欺君之罪，并且赐婚于十三阿哥为妻，成为十三福晋 已得知当初害死真茗薇和元青的幕后凶手是茗蕙 被太后与纳兰贵妃精心策划中了双层剧毒，后无力救回，死在十三阿哥的怀里 | 蔡娜     |
| 李兰迪                | 徐蔷薇                             | 贝氏国际设计公司实习生 21世纪现代白领；偏喜爱故宫，觉得自己和故宫冥冥中有缘分 在一次故宫借书之旅意外迷路遇上一名银发老姬获得一盏走马灯，因而和三百年前的十三阿哥谈了一场异时空之恋 在得知十三阿哥也许不会再出现后，因对其十分思念在故宫杏花树下对星月许愿后“穿越”到了清朝康熙四十五年，从此化身为「雅拉尔塔·茗薇」 最终带着清朝的回忆回到现代，觉得仿佛是一场梦似的 见证了小秋嘉伟，茗蕙建筑师拥有隔世缘分 走过十三阿哥走过的地方，挖出一个又一个的陶罐，直到见到十三阿哥的最后一封信 最后在山路边被一名拥有与十三阿哥相似面貌的少年拦下车 | 蔡娜     |
| 王安宇 童年：唐嘉泽   | 十三阿哥                           | 爱新觉罗·胤祥 康熙帝、敏妃之子 与四阿哥交好 因一次机遇，梦到自己到了三百年后的现代与徐蔷薇相识，对其一见钟情因而谈了一场异时空之恋。 因走马灯失效无法继续做梦到现代与徐蔷薇见面而经常思念她，后与穿越三百年后的徐蔷薇重逢并允诺要娶其为妻 但一场流星划过导致的“失忆”令他陷入于与四、十四阿哥和茗薇的情感纠葛中 即便失去了异时空相恋的记忆，也十分钟情于茗薇；几番挫折后被康熙帝赐婚，将茗薇许配给自己为侧福晋 因巫蛊之术事件中被诬陷，茗薇为救自己而顶罪被康熙帝赐死后一蹶不振 从七香口中得知茗薇实则没死而是被四阿哥救起藏在府邸里 后与茗薇重逢并得到康熙帝赐婚，将茗薇以兆佳.鱼宁身份许配给自己为福晋 已得知茗薇（鱼宁）身份是来自未来的女子 参见大清皇族 | 苏尚卿   |
| 王安宇 童年：唐嘉泽   | 少年                               | 在山路边拦下徐蔷薇车的长发少年 手戴红珠绳 拥有和十三阿哥相似的面貌 | 苏尚卿   |
| 辛云来 童年：陶陆一然 | 十四阿哥                           | 爱新觉罗·胤禵 康熙帝、德妃之子 与八、九、十阿哥交好 因一次被茗薇真心托付事件欺骗于她耿耿于怀，一直都想让茗薇原谅自己 对茗薇本是一个愧疚心态后不知不觉喜欢上茗薇 虽明面上与十三阿哥不合，但多次出手暗中相助，甚至因茗薇而不忍对十三阿哥出手 24集迎娶茗蕙，茗蕙发现茗薇诈死一事时，向茗薇送出披风告知他们诈死一事已被揭穿，让他们小心应对 参见大清皇族 | 杨天翔   |
| 辛云来 童年：陶陆一然 | 建筑师                             | 建筑师 与贝氏国际设计公司有纠纷 纠纷解决后，与蒋茗蕙纠缠不清 拥有和十四阿哥相似的面貌 | 杨天翔   |
| 孙安可                | 雅拉爾塔.茗蕙 童年：祁心蕊、李思敏 | 十四福晋 雅拉尔塔氏，镶黄旗 从二品户部侍郎雅拉尔塔·英禄之庶女，茗薇长姐 是第一集将真正的茗薇和表哥元青害死的罪魁祸首 心机重，想方设法各种陷害于茗薇 为了上位不惜牺牲妹妹茗薇，为八阿哥出谋划策，挑拨十三阿哥，接近十四阿哥 与十四阿哥从小就认识，因幼时相遇偶遇猛虎，十四阿哥使自己有勇气用刀手刃猛虎后变得冷血无情，不会那么轻易遭人欺负 一心想要嫁给十四阿哥，后成为十四福晋 得知先帝康熙帝死因之后，雍正帝下旨废黜十四福晋之位，玉碟除名，赐死罪 | 高启帆   |
| 孙安可                | 蒋茗蕙                             | 贝氏国际设计公司设计师 徐蔷薇上司，因不满徐蔷薇光芒过盛，替换掉其设计图并取代她成为设计项目负责人 最后与蔷薇和解，并且喜欢上一个和十四阿哥有相似面貌的建筑师 | 高启帆   |

### 大清皇族
| 演員              | 角色        | 介绍 | 原版配音 |
| 刘钧              | 康熙帝      | 康熙帝(皇上) 曾兩次於太子被廢黜後有意讓胤祥繼承大統，但胤祥拒絕，才把江山委托於胤祥信任的四阿哥胤禛。駕崩前召見魚寧，托付她胤祥和胤禛，要魚寧好好活下去維系他們兄弟的和睦之情。然後再召見茗蕙，皇上早已獲知茗蕙在宮中所做的一切壞事，早已備好毒酒想賜死她，可是茗蕙卻不甘心，便用言語激怒皇上，最後皇上氣急敗壞大吐一口鮮血而去世。 | 严明     |
| 倪菘阳            | 太子/二阿哥 | 太子 详见其他角色 | 李望松   |
| 丁桥 童年：徐梓涵 | 四阿哥      | 四阿哥→雍正帝 康熙帝、德妃之子，胤禵（十四阿哥）之兄 与十三阿哥交好 一场“误会”令自己感受到茗薇无意的关爱而对她心生好感，陷入了与十三和茗薇的情感纠葛中 一直认定茗薇心里的人是自己，对于康熙帝赐婚十三和茗薇时候曾有过想去劝康熙帝退了这门婚事的想法，但却被德妃制止住 后因巫蛊之术事件中救起了服毒自尽的茗薇把她藏在府邸里却对外宣称茗薇已死，在十三阿哥得知真相后与其反目 康熙帝驾崩后继位，登基为帝 曾被母亲德妃逼迫下欲毒死小薇换取得到遗诏，名正言顺登基为帝，被十三阿哥制止 | 魏超     |
| 何志龙            | 八阿哥      | 八阿哥 康熙帝、良妃之子 | 郭浩然   |
| 郎鹏              | 九阿哥      | 九阿哥 康熙帝、宜妃之子 在現代是設計公司蕙姐的走狗 | 袁聪宇   |
| 金翀              | 十阿哥      | 十阿哥 康熙帝、温僖贵妃之子 | 邵晨亮   |
| 王安宇            | 十三阿哥    | 十三阿哥 详见主要角色 | 苏尚卿   |
| 辛云来            | 十四阿哥    | 十四阿哥 详见主要角色 | 杨天翔   |

### 后宫妃嫔
| 演員   | 角色     | 介绍 | 原版配音 |
| 赵芮   | 纳兰贵妃 | 纳兰贵妃→太妃 康熙帝之妃，纳兰蓉月姑母 被茗蕙怂恿，出手在茗薇茶里下毒 后因雍正帝继位，必须到尼姑庵居住，被太后允许留在宫里，但代价是帮她下毒毒害茗薇(鱼宁) | 林兰     |
| 张彤   | 德妃     | 德妃→太后 康熙帝之妃，胤禛（四阿哥）、胤禵（十四阿哥）之母 眼见四阿哥和十四阿哥都钟情于茗薇而认定茗薇是红颜祸水 在得到康熙帝遗诏时告知四阿哥，想名正言顺继位为帝就必须除掉茗薇 四阿哥继位为皇帝后，成为太后 最后策划了毒害茗薇(鱼宁)，并要求纳兰太妃配合 | 张凯     |
| 杨安琪 | 纳兰蓉月 | 秀女→贵人→蓉嫔 纳兰贵妃侄女 因不满茗薇为小鱼对自己大吼小叫出气而产下心结，试图用德妃簪子栽赃陷害其盗窃 参加后宫选秀后，入选被封为贵人，成为康熙帝的后宫妃嫔 本和茗薇不和，在一次本要害茗薇受伤却无意害了十三阿哥留下脚疾而深感内疚，并且得知自己被茗蕙所利用而清醒 本性不坏，在得知茗薇被姑母纳兰贵妃下毒后，立马派人把解药给茗薇送去 被姑母欺骗，把下毒的安神茶递给茗薇 | 朱蓉蓉   |
| 章乐韵 | 郑春华   | 常在→贵人→郑嫔 详见其他角色 | 高一雪   |

### 其他角色
| 演員                | 角色        | 介绍 | 原版配音 |
| 倪菘阳              | 太子/二阿哥 | 太子 康熙帝、孝誠仁皇后之子 喜欢郑春华 参见大清皇族 | 李望松   |
| 倪菘阳              | 嘉伟        | 21世纪青年 在一次茗薇昏迷时魂回现代，目睹与小秋有接触 最后向小秋求婚 | 李望松   |
| 章乐韵              | 郑春华      | 秀女→常在→貴人→郑嫔 汉军旗，从四品包衣佐旗领之女 与茗薇、小鱼感情甚好，成为无话不谈的姐妹 参加后宫选秀后，入选被封为常在，成为康熙帝的后宫妃嫔，喜欢太子。與太子私通之事東窗事發，在被處死前被十三爺和茗薇偷天換日救走。 参见后宫妃嫔                                | 高一雪   |
| 章乐韵              | 小秋        | 徐蔷薇闺蜜 21世纪白领 本有男友后分手，在茗薇昏迷时魂回现代，被其目睹与嘉伟有接触 | 高一雪   |
| 田娜                | 四福晋      | 四阿哥嫡福晋 乌拉那拉氏 | 韩啸     |
| 郑景文              | 年氏        | 四阿哥侧福晋 |          |
| 伍莹                | 夙敏        | 四阿哥妾室' |          |
| 陳語安 童年：小龙女 | 七香        | 十三阿哥府邸丫鬟 赵凤初妹妹，爱慕十三阿哥 处处针对茗薇使其出糗，设计令她吃下相冲食物使其闹肚子而遭受十三阿哥的警告 本与茗薇是对立关系，后信服于她，在巫蛊事件中陪茗薇人生最后一程 与四阿哥一起计谋救起茗薇，后不忍见十三阿哥失志思念茗薇而告知他真相，促成他们的重逢 | 曾蓉     |
| 向遨宇              | 秦顺儿      | 太监 十三阿哥随身太监 | 马班马   |
| 华程                | 秦全儿      | 太监 四阿哥随身太监 | 李林坤   |
| 李秉润              | 秦柱儿      | 太监 | 张振     |
| 刘天尧              | 李德全      | 太监 康熙帝身边的太监总管 | 蔡壮壮   |
| 水晶                | 江小鱼      | 秀女 镶黄旗，正四品常州府副使道之女 与茗薇、郑春华感情甚好，成为无话不谈的姐妹 冒名顶替入宫，只为替父兄伸冤 后因握有太子和九阿哥贪污灾款证据被九阿哥杀害 | 曹一茜   |
| 水晶                | 江小冰      | 贝氏国际设计公司员工 徐蔷薇同事 | 曹一茜   |
| 邓立民              | 索额图      | | 言浩     |
| 胡琨 童年：吴桐震   | 赵凤初      | 京城名角 七香之哥哥，十三阿哥好友 长期潜伏于八爷党之间，与大贝勒交情甚好 | 蔡杰     |
| 卢冠东              | 大贝勒      | 四阿哥表弟，喜欢唱戏曲，与赵凤初交情甚好 | 刘克维   |
| 沈保平              | 英禄        | 从二品户部侍郎 雅拉尔塔氏，镶黄旗 茗薇、茗蕙之父 |          |
| 吴岚                | 文氏        | 英禄夫人 茗薇之生母，茗蕙之嫡母 |          |
| 王玉婷              | 冬莲        | 英禄夫人的侍女 | 刘雨斯   |
| 傅晓娜              | 银发老姬    | 在故宫等候徐蔷薇许久 在一次徐蔷薇故宫借书之旅意外迷路时送她一盏走马灯，促成她与十三阿哥的缘分 |          |
| 卢瑾昊              | 春儿        | 十四阿哥与茗蕙之子 |          |
| 姜瑞麟              | 弘历        | 贝子 四阿哥之子 |          |

## 电视原声带
| 曲序 | 曲目                 |                    | 作曲   | 编曲         | 演唱   |
| ---- | -------------------- | ------------------ | ------ | ------------ | ------ |
| 1.   | 为你而来（主题曲）   | 苏晴               | 苏晴   | 陈沁扬、刘也 | 袁娅维 |
| 2.   | 触摸的气息（片尾曲） | 孙艾藜/林乔/韩韵心 | 孙艾藜 | 程天禹       | 刘人语 |
| 3.   | 梦她（插曲）         | 崔博               | 崔博   |              | 李鑫一 |